# 旋毛蟲病
旋毛蟲病（Trichinosis）是指因旋毛蟲（屬於線蟲動物門）感染所引起的寄生蟲疾病。人體在感染後旋毛蟲侵入腸胃道，故會產生腹痛、腹瀉及嘔吐等症狀；約一星期後蟲體會侵犯至肌肉，導致臉部水腫、結膜炎、發燒、肌肉疼痛及長疹子；另有可能併發心肌炎、間質肺炎及腦炎。但感染程度不嚴重時，可在無症狀下痊癒。
罹患此病的主要原因是食用了未煮熟而含有旋毛蟲包囊的肉類（最常見的是豬肉，但熊肉和狗肉也有可能）。有數種線蟲的亞種可致病，而以旋毛蟲為最常見。當吃下蟲卵後，仔蟲會在宿主內的胃中孵化出來，接著會侵入宿主的小腸壁，並在該處發育為成蟲。1星期後，母蟲會產下仔蟲，牠們會轉移到宿主的橫紋肌中並形成包囊。此病通常可由患者出現的症狀診斷，並藉由檢驗血中的特定抗體或是觀察組織切片有無包囊確認。
預防此病的最佳方式是食用前充分煮熟肉類，烹煮時可使用食品溫度計插入肉中察看內部火候是否已足夠。對於患者一般使用抗寄生蟲藥物如阿苯達唑（Albendazole）、甲苯咪唑（Mebendazole）加以治療，確診後迅速服藥可殺死成蟲並進而阻止症狀加劇。服用上述2種藥物一般認為安全無虞，不過也曾經有出現如骨髓抑制反應等副作用的病例；而雖然幾乎沒有關於孕婦及2歲以下幼童服用此2種藥物的研究，但應是安全的。至於病情嚴重的患者，有時則必需使用類固醇治療。通常而言，即使不加以治療，診斷也會在3個月內緩解。
全世界每年約有1萬名病例發生。包含美國、中國、阿根廷、俄羅斯，至少55個國家最近都有案例記載。不過發生在熱帶地區的案例現在也越來越少。旋毛蟲病1940年代在美國的發生率每年約400例，而到20世紀已降至每年20例。罹患旋毛蟲病的死亡率並不高。

## 外部連結
- International Commission on trichinellosis web pages （页面存档备份，存于）
- CDC Department of Parasitic Diseases – Trichinosis （页面存档备份，存于）
- Jokelainen P, Näreaho A, Hälli O, Heinonen M, Sukura A. . Vet. Parasitol. June 2012, 187: 323–7. PMID 22244535. doi:10.1016/j.vetpar.2011.12.026.